# Wonorejo (Gandusari)
Wonorejo is een bestuurslaag in het regentschap Trenggalek van de provincie Oost-Java, Indonesië. Wonorejo telt 5051 inwoners (volkstelling 2010).